# Ignacio Sotelo
Ignacio Sotelo (Madrid, 17 de mayo de 1936 – Berlín, 30 de junio de 2020) fue un politólogo, escritor, ensayista y catedrático de Sociología español. Miembro de la Academia Europea de Ciencias y Artes.

## Biografía
Formado en el Liceo Francés de Madrid, se licenció en Filosofía y Letras y en Derecho por la Universidad de Madrid. Durante su etapa como estudiante se afilió al Partido Socialdemócrata fundado por Dionisio Ridruejo y fue procesado por el régimen franquista por asociación ilícita. Al concluir sus estudios se exilió primero en Francia, para terminar en Alemania, donde amplió su formación en la Universidad de Colonia al tiempo que trabajó como profesor adjunto de Sociología.
En 1965 se doctoró en Sociología en la universidad alemana con una tesis sobre Jean Paul Sartre, instalándose después en Latinoamérica donde fue profesor en Ecuador, México y Perú hasta 1973, momento en el que regresó a Alemania como catedrático de Ciencias Políticas en la Universidad Libre de Berlín. Desde 1990 compatibilizó dicha cátedra con la de Sociología en la Universidad Autónoma de Barcelona, hasta su excedencia en 1996.
En su actividad política, era miembro del Partido Socialista Obrero Español, al que se incorporó durante la dictadura, llegando a ocupar el cargo de secretario de Cultura de la Comisión Ejecutiva Federal (1976-1984), puesto que abandonó por discrepancias políticas con la dirección socialista y el primer gabinete de Felipe González tras la victoria en las elecciones de 1982, situándose en el sector crítico próximo a las tesis de la corriente Izquierda Socialista.
Colaborador habitual de la prensa, lo fue de Diario 16 y El País, en este último desde su fundación en 1976.

## Obras
Del conjunto de sus obras, destacan:
- Sartre y la razón dialéctica -fruto de su tesis doctoral- (Madrid, 1967).
- Sociología de América latina, Estructuras y Problemas (Madrid, 1975).
- Del Leninismo al Estalinismo. Modificaciones del marxismo en un medio subdesarrollado (Madrid, 1976).
- América Latina: Un ensayo de interpretación (Madrid, 1980).
- El socialismo democrático (Madrid, 1980).
- Los socialistas en el poder (Madrid, 1986).
- El desplome de la izquierda: Modalidades españolas del fin de una época (Madrid, 1994).
- ¿Sin Dios o con Dios? Razones del agnóstico y del creyente, (junto a José Ignacio González Faus, Madrid, 2002).
- ¿Qué incidencia tiene la creencia en Dios en la construcción de la sociedad?, (junto a Josep Vives Solé, 2003)
- A vueltas con España (Madrid, 2006).
- El Estado social (Madrid, 2010)
- España a la salida de la crisis. La sociedad dual del capitalismo financiero (Icaria editorial, Barcelona, 2014. ISBN 9788498885897 ).